# Ljerka Ostojić
Ljerka Ostojić (?, 11. lipnja 1956.), hrvatska liječnica i akademkinja, redovna profesorica Medicinskog fakulteta Sveučilišta u Mostaru i njegova rektorica (2014. – 2017.). Članica je ANUBiH-a.

## Životopis
Diplomirala 1980. na Medicinskom fakultetu u Sarajevu. Specijalistički ispit iz fizikalne medicine i rehabilitacije polaže 1991. u Sarajevu. Postaje magistar biomedicine i zdravstva na PMF-u u Zagrebu. Doktorirala je 1989. tezom Ultrastrukturne karakteristike endotela ductus thoracicusa pod djelovanjem histamina na Medicinskom fakultetu Banjalučkog sveučilišta.
Autorica više od trideset znanstvenih, stručnih i preglednih radova te koautorica knjiga. Bila je članicom uredništva časopisa Croatian Medical Journal.
Predsjednica je ogranka Matice hrvatske u Mostaru i predsjednica Glavnog odbora Matice.

## Vanjske poveznice
- Bibliografija CROSBI